# Ålhus
Ålhus este o localitate din comuna Jølster, provincia Sogn og Fjordane, Norvegia.